# Microlamia
Microlamia es un género de escarabajos longicornios de la tribu Acanthocinini.

## Especies
- Microlamia elongata Breuning, 1940
- Microlamia norfolkensis Breuning, 1947
- Microlamia pygmaea Bates, 1874
- Microlamia viridis Ślipiński & Escalona, 2013